# Via Alessandrina
Via Alessandrina è una strada urbana di Roma, sita all'estremità meridionale del rione Monti, adiacente ai resti dei Fori Imperiali.
Essa costituiva originariamente il principale asse viario del quartiere Alessandrino, realizzato nella seconda metà del XVI secolo dal cardinale Michele Bonelli, nipote di papa Pio V nato presso Alessandria in Piemonte, dal che il nome del quartiere e della via. Tracciata attorno al 1570, la via era lunga 400 metri e collegava l'area urbanizzata del Foro di Traiano con la basilica di Massenzio.
Il quartiere Alessandrino fu completamente demolito negli anni 1930 per l'apertura di via dell'Impero, l'odierna via dei Fori Imperiali: via Alessandrina ne è l'unica testimone superstite e, benché ormai decontestualizzata, costituisce tuttora una passerella pedonale che consente un suggestivo punto di vista sui resti archeologici.

## Il Medioevo
La zona dei Fori non fu mai completamente abbandonata, anche nei secoli della decadenza, in parte demolendo, ma anche ricostruendo e riutilizzando, strutture dei fabbricati antichi e in parte trasformando in terreno agricolo quello che era un tempo il centro della Roma imperiale.
Gli scavi nell'area dei Fori in corso dal 1998 hanno infatti evidenziato gli strati di crollo o di abbandono databili tra il VI e il VII secolo e resti di case aristocratiche databili al IX e X secolo nel Foro di Nerva, tra le pochissime tracce di edilizia di età carolingia note in Roma. La zona comunque - pianeggiante e posta ai piedi dei colli Quirinale, Viminale e Oppio - con la messa fuori uso del sistema fognante romano era tornata paludosa, tanto da essere denominata popolarmente li Pantani.

## La nascita del quartiere

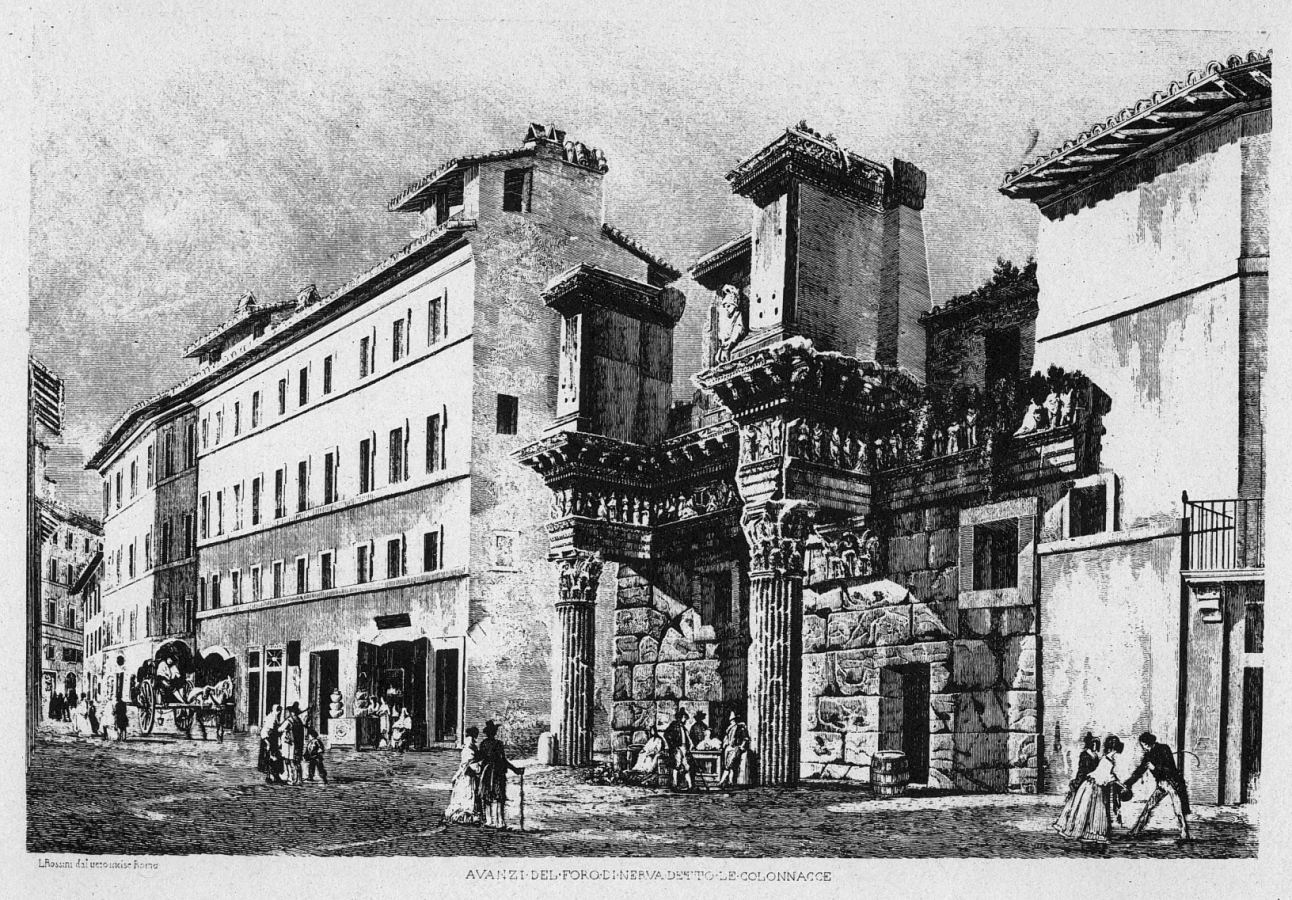
L'osteria alle Colonnacce in un'incisione ottocentesca di Luigi Rossini. Sulla sinistra, via Alessandrina

La prima sistemazione urbanistica moderna della zona tra il Foro di Nerva e la Colonna Traiana avvenne attorno al 1570 per opera del cardinale Michele Bonelli. Questi provvide a bonificare l'area e a renderla edificabile, tracciandovi la via detta, dal suo appellativo, Alessandrina. La strada tagliava l'antico Argiletum raggiungendo il Tempio della Pace (al di là dell'odierna via Cavour).
Le piccole strade strette del quartiere (via Cremona ne era il limite verso il Campidoglio; c'erano poi via Bonella, via del Priorato, via dei Carbonari, piazza delle Chiavi d'Oro) costituivano la maglia del tessuto edilizio che era cresciuto, continuo, fra le pendici del Campidoglio, il muro della Suburra e il Foro romano. Vi sorgevano case modeste, ma anche edifici di rilievo come il palazzetto detto di Sisto IV (che però era, forse, il palazzo dei Ghislieri), il palazzetto di Flaminio Ponzio e il conservatorio di Santa Eufemia, nato come convento delle "Sperse di Sant'Eufemia" accanto alla chiesa di Sant'Urbano a Campo Carleo. I pianterreni erano occupati da piccoli commerci e botteghe artigiane e lungo la via Alessandrina si contavano nel 1855 ben quattro osterie, una delle quali sistemata tra i resti del Tempio di Minerva, alle Colonnacce.

## La demolizione novecentesca

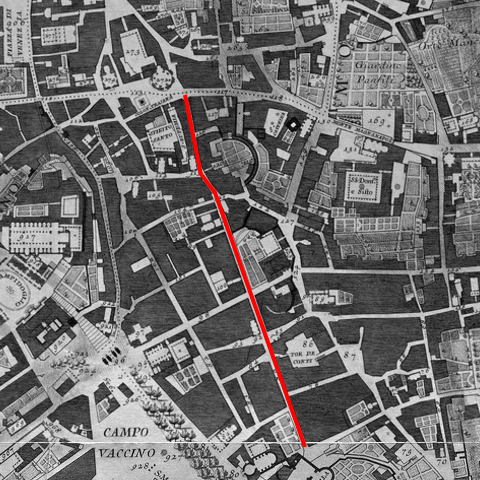
Dalla Nuova Topografia di Roma di G.B. Nolli (1748): in rosso è evidenziato il tracciato di via Alessandrina

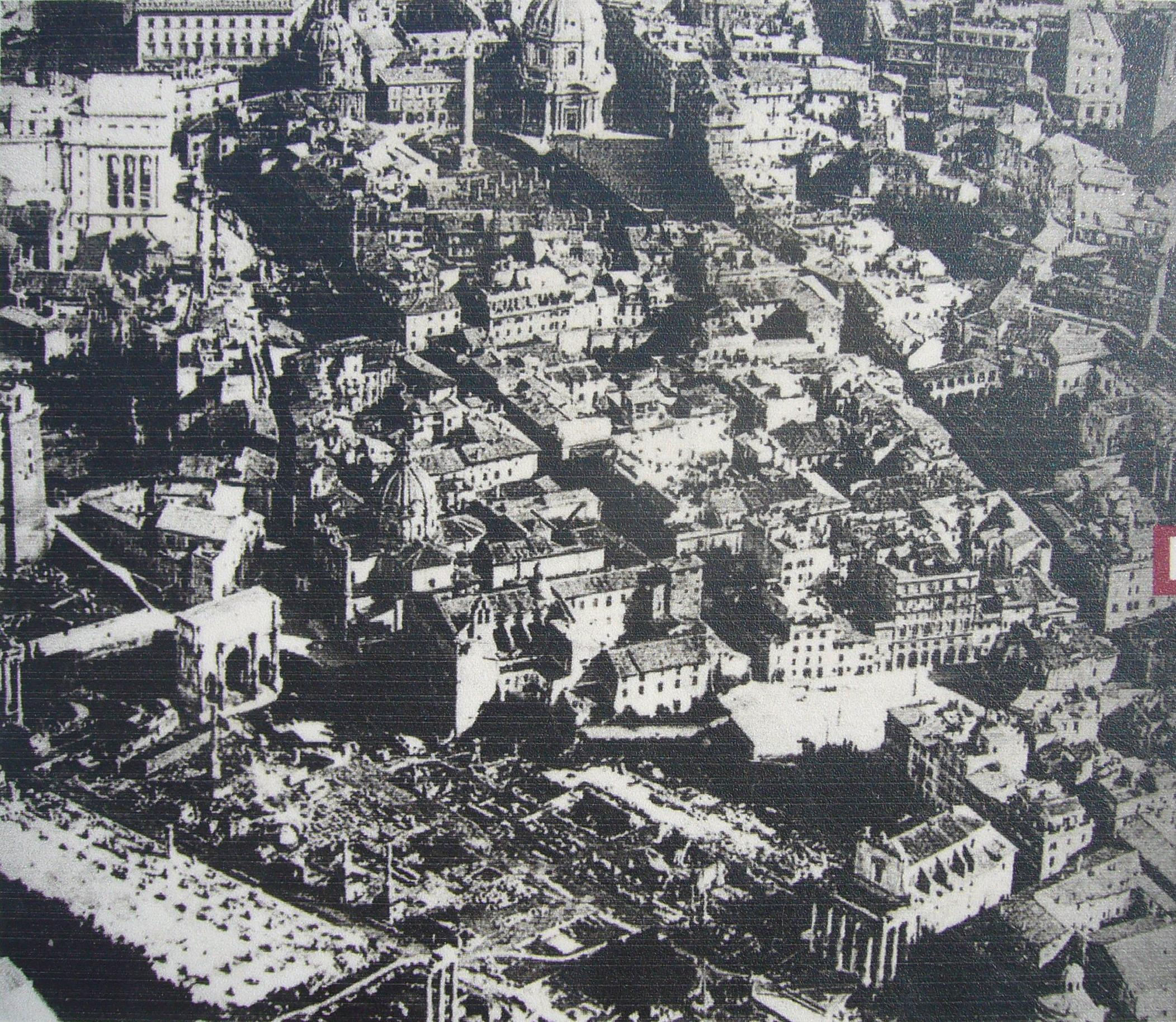
Foro romano e quartiere Alessandrino prima delle demolizioni (tra il 1924 e il 1932: il "Ghettarello" sopra il Foro di Cesare è stato già demolito, ma il resto delle costruzioni è ancora integro)

Il quartiere aveva dunque vita, storia, memorie anche di rilievo. Insisteva però su di un'area che, per la sua ricchezza di straordinari giacimenti archeologici, fin dall'unità d'Italia era stata al centro di quella che Antonio Cederna chiamò «l'eterna fissazione sventratoria che si afferma subito dopo l'Unità» e che la nuova Italia positivista condivideva del resto con altre capitali e grandi città europee.
Già il primo piano regolatore di Roma capitale, del 1873, prevedeva l'allargamento di via Cremona (la parallela di via Alessandrina sotto al Campidoglio, che insisteva sul Foro di Cesare) in direzione di via Cavour e la costruzione di un viadotto che, prolungando la stessa via Cavour (costruita appunto in quegli anni), attraversasse il Foro romano in sopraelevata, verso piazza della Bocca della Verità e Trastevere. Tuttavia la costruzione dell'enorme massa del Vittoriano - avvenuta tra il 1900 e il 1911 al di fuori di ogni piano, come accadde per decenni a Roma - spostò il fuoco dell'attenzione urbanistica dai Fori a Piazza Venezia.
Cominciò allora ad apparire indispensabile realizzare un tracciato viario rettilineo che mettesse in comunicazione il nuovo nucleo monumentale moderno con quello antico, individuato nel Colosseo. Le prime demolizioni, finalizzate appunto alla costruzione del Vittoriano, erano avvenute nel primo decennio del XX secolo tra piazza Venezia e il fianco nord del Campidoglio, abbattendo fra l'altro quasi completamente il complesso medievale del convento di Santa Maria in Aracoeli e la torre di Paolo III sul Campidoglio.
Proseguendo in questa logica, che univa necessità di traffico, volontà di riportare in luce i resti dei Fori Imperiali ed esaltazione delle memorie di Roma imperiale, nel 1926 venne deliberata una variante al piano regolatore che prevedeva la completa demolizione di quanto era stato costruito nei secoli sopra i Fori tra piazza Venezia e via Cavour, come affermato da Mussolini nel 1925: «i monumenti millenari devono giganteggiare nella necessaria solitudine».
Lo sventramento fu così approvato nel 1931 e realizzato in un solo anno, interessando tutto lo spazio tra piazza Venezia e il Colosseo, dove, per costruire i 900 metri di quella che sarà poi chiamata la Via dell'Impero, furono rimossi 300.000 metri cubi di terra e calcestruzzi (sversati qualche chilometro più in là a colmare «le bassure già malariche della via Ostiense»).
Antonio Muñoz, artefice del progetto di via dei Fori Imperiali, commissionò una campagna fotografica per conservare testimonianza di ciò che doveva essere demolito, con successiva mostra in via Margutta perché «le fotografie sono ottimi elementi di studio: sono documenti da conservare in archivio».  Fu anche indetto un concorso per documentare gli aspetti quotidiani e la vita popolare del quartiere destinato alla demolizione, non solo attraverso fotografie, ma anche con acquarelli, oli, tempere, disegni e incisioni; queste opere sono conservate al Museo di Roma a palazzo Braschi. Non vennero però effettuati rilievi cartografici.
Alla fine dell'operazione erano stati demoliti circa 5.000 vani di abitazione in cui abitavano circa 4.000 persone, trasferite dalle loro case sotto al Campidoglio nelle nuove "borgate", che erano allora sperdute in mezzo alla campagna.
L'ultimo blocco di case fu demolito nel 1933; i lavori di abbattimento furono ritardati dalle vicende legali conseguenti al ritrovamento di un ingente quantitativo di monete e di gioielli, il cosiddetto tesoro di via Alessandrina, rinvenuto il 22 febbraio di quell'anno in un muro di un appartamento al civico 101 della strada e appartenuto a Francesco Martinetti, un noto antiquario deceduto circa quarant'anni prima.

## Storia contemporanea

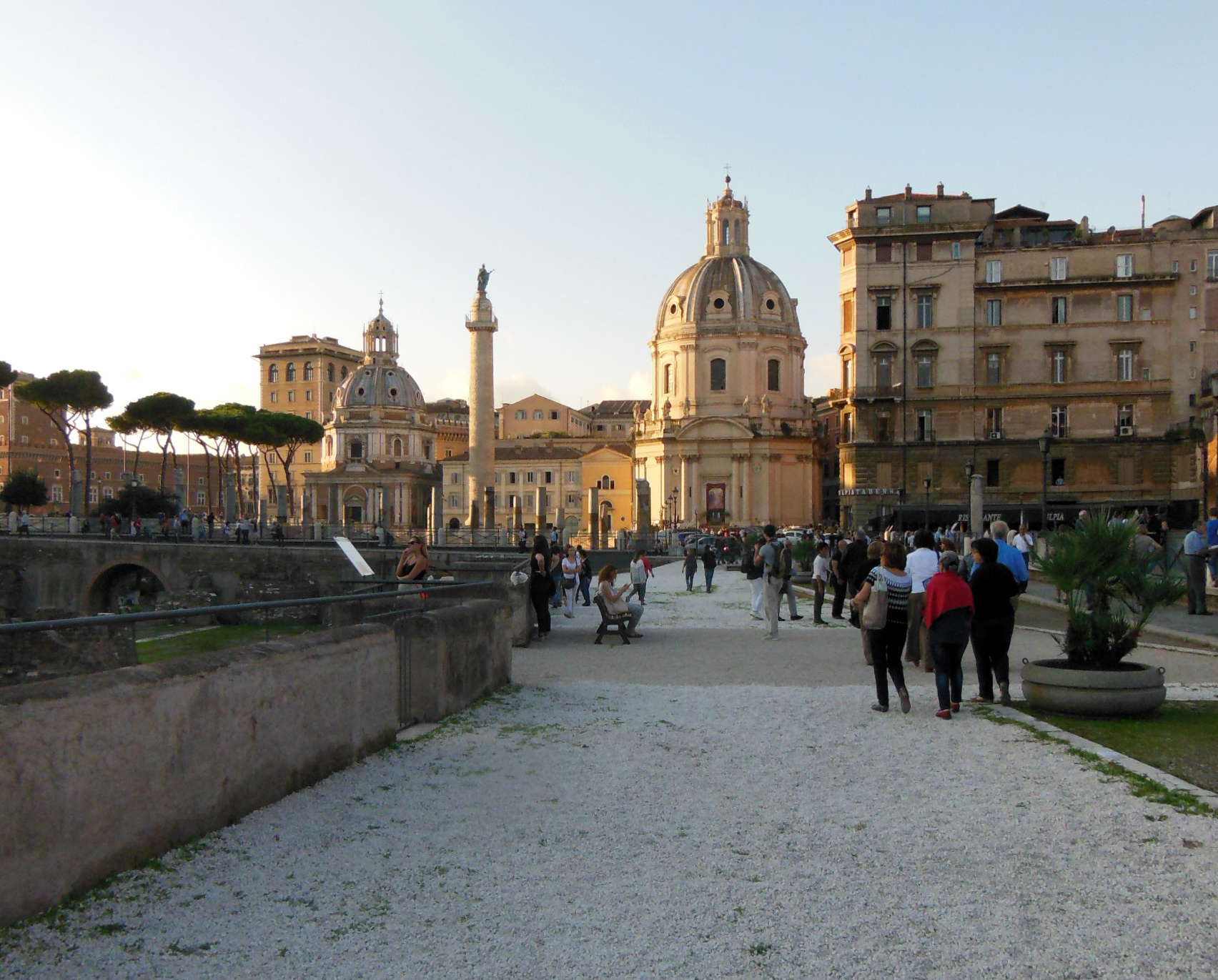
Domenica 28 ottobre 2013: via Alessandrina riaperta al pubblico

Dopo gli interventi urbanistici del fascismo, la via sopravviveva dunque come si presenta attualmente: trasversale a via dei Fori Imperiali e isolata dal suo contesto originario. Fu chiusa al passaggio nel 1999, in attesa di scavi archeologici che però non ebbero mai luogo, e riaperta 14 anni dopo, il 28 ottobre 2013.
La via è stata effettivamente interessata da scavi tra il marzo 2018 e il dicembre 2020: ne è stato smantellato il tratto iniziale, di circa 50 metri, per permettere il ricongiungimento delle due aree del Foro di Traiano rimaste isolate a seguito delle indagini archeologiche del 1998-2000. Nel corso degli scavi sono emersi resti di sculture antiche: dapprima un volto di divinità identificata con Dioniso, quindi un busto probabilmente appartenente alle circa 70 statue di guerrieri daci che decoravano l'attico del Foro di Traiano, infine un ritratto colossale di Augusto, che sono stati tutti collocati nel vicino Museo dei Fori Imperiali nei Mercati di Traiano.
I lavori si sono conclusi l'11 dicembre 2020.